# Banco de Bogotá
El Banco de Bogotá es una entidad bancaria en Colombia. Fundado en el 15 de noviembre de 1870, es la primera de su tipo en el país. Hace parte del Grupo Aval, el holding financiero más grande del país y uno de los mayores grupos bancarios en Latinoamérica. Tiene su sede principal en Bogotá, Colombia.
En sus inicios y durante el siglo XX, el Banco de Bogotá logró extenderse por todo el territorio colombiano, a través de fusiones y adquisiciones. En 1987 entra a formar parte de la Organización Luis Carlos Sarmiento Angulo, consolidando su desarrollo y proyección dentro del sistema financiero colombiano.
En 1992, adquiere el Banco del Comercio y en 2006 realiza la compra de Megabanco. En 2010, impulsa su estrategia de internacionalización con la compra de BAC Credomatic, en Centroamérica, el grupo financiero más grande de América Central. Tres años más tarde realiza la compra de BBVA Panamá y el Reformador en Guatemala y en 2020 crece su presencia en Panamá con la adquisición de Multibank Financial Group (MFG).
En la actualidad, el Banco de Bogotá opera en 11 países, atiende alrededor de 23.9 millones de clientes bancarios y cuenta con 41 757 colaboradores. Se ubica en la posición 22 en el ranking de los 250 Mayores bancos de América Latina.

## Historia
- 1870: El Banco de Bogotá inició labores el 15 de noviembre como primera institución financiera creada en el país.
- 1876: El Banco supera la crisis del Gobierno de la época.
- 1899: El Banco también supera la crisis de la guerra de los Mil días, la cual torpedeó el normal desarrollo de la banca nacional.
- 1922: La entidad fue pionera en establecer un sistema de sucursales, abriendo una oficina en Girardot (Cundinamarca).
- 1938: El Banco funda los Almacenes Generales de Depósito S.A., Almaviva, compañía precursora en este tipo de negocios en el país.
- 1959: El Banco incorpora una más de sus compañías filiales, la Corporación Financiera Colombiana, Corficolombiana.
- 1960: La entidad introdujo el Aerobanco, servicio encaminado a resolver las dificultades de comunicación y transporte de efectivo de la población del país.
- 1967: El Banco de Bogotá se internacionaliza y abre su primera oficina en Panamá.
- 1968: Se hace efectiva la fusión con el Banco de los Andes.
- 1969: El Banco trae al país el sistema de tarjetas de crédito, incursionando en el mercado bajo la denominación de Credibanco, como concesionario del Bank of America.
- 1970: El 15 de noviembre de 1970 el Banco de Bogotá se consagra como pionero de la banca colombiana, al cumplir 100 años de existencia.
- 1974: La entidad establece una oficina en Nueva York, operación que fue complementada en 1977 con la creación del Banco de Bogotá Trust Company, el cual, más adelante fue llamado First Bank of the Americas.
- 1978: Fue incorporado el Banco de Bogotá Nassau Limited de las islas Bahamas, como subsidiario del Banco de Bogotá Panamá S.A. y en 1980, se crea el Banco de Bogotá International Corporation.
- 1984: Se implanta una nueva imagen institucional, proyectando valores de profesionalismo, eficiencia, solidez, dinamismo y prestigio.
- 1987: En 1987 el Banco de Bogotá entra a formar parte de la Organización Luis Carlos Sarmiento Angulo, con lo que logra su consolidación y desarrollo en el sistema financiero nacional.
- 1992: Durante esta década se da la adquisición y fusión con el Banco del Comercio. Asimismo, se constituyen Fidubogotá, Leasing Porvenir y el Fondo de Pensiones Porvenir, con soluciones financieras para todos los colombianos.
- 2001: El Banco de Bogotá Internacional Corporation se convierte en Banco de Bogotá Miami agencia. Para este mismo año, fue desarrollado un nuevo modelo de atención y servicios, que permitió cubrir los diversos segmentos del mercado. Complementando este objetivo, se realizó una importante inversión tecnológica para consolidar la cobertura nacional y el liderazgo regional de la entidad.
- 2006: Tener una oferta diseñada a la medida de las micro y pequeñas empresas, y fomentar la consolidación de soluciones novedosas de banca social motivaron la fusión con Megabanco, que para entonces era un activo propulsor de la categoría. Con esta adquisición, el Banco de Bogotá complementó su oferta como banco universal y avanzó en su propósito de bancarización e incursión en el mercado de libranzas, crédito de vehículos, banca social y microcrédito.
- 2010: El Banco de Bogotá realiza la adquisición de BAC Credomatic Network, conglomerado financiero centroamericano, ampliando su presencia internacional a 11 países. Gracias a la iniciativa, los clientes locales y regionales tienen un canal de acceso a un mercado potente y en constante evolución como es el centroamericano.
- 2011: El banco logra la primera emisión de bonos en el mercado internacional por US600 millones lo que refleja la confianza de los analistas en la entidad
- 2013: El Banco de Bogotá crea la Línea de Crédito Verde en alianza con el Japan Bank para financiar iniciativas orientadas a la prevención, control y mitigación de los efectos de las emisiones CO2. Además, expande su cobertura internacional con la compra del Grupo Financiero Reformador de Guatemala y el BBVA Panamá, consolidando su presencia en Centroamérica.
- 2014: El Banco de Bogotá fortalece su red de Corresponsales Bancarios para que los colombianos accedan a más de 10.000 puntos, ubicados en 800 municipios del país y realicen transferencias, pagos de servicios públicos o retiro de dinero.
- 2015: El Banco celebra 145 años de una historia de crecimiento y apoyo al desarrollo colombiano, gracias a la confianza de los accionistas, clientes y demás grupos de interés, así como al compromiso de todos sus colaboradores.
- 2017: Como parte de la transformación digital del banco, inaugura el laboratorio digital,[5] con el cual busca ofrecer a los usuarios una mejor experiencia, ágil y segura para la adquisición de productos 100% en línea. La primera colocación de una cuenta de ahorros en línea se realiza en julio y en octubre de ese mismo año se crea la tarjeta de crédito digital.
- 2018: El Banco puso en marcha el plan estratégico denominado 6C’s, una C por cada uno de los pilares que marcará la evolución de la entidad en los siguientes años: Cliente, Colaboradores y Sociedad, Crecimiento Sostenible, Capacidad Analítica, Capacidad Analítica y Transformación Digital, Control del Riesgo y Control del Gasto y Excelencia Operacional.
- Su robusta estrategia digital le permitió contar con el portafolio de productos 100% digitales[6] más amplio del mercado colombiano: Crédito para Vivienda, Libre Destino, Cuenta de Ahorro, Tarjeta de Crédito y Crédito de libranza.
- 2019: El Banco de Bogotá avanza en su estrategia digital y lanza un nuevo diseño de sucursal bancaria, con zonas de autogestión, espacios de coworking con wifi gratuito para sus clientes, tecnología para la asignación inteligente de turnos con opción de solicitarlos virtualmente, entre otros.[7]
- Asimismo, redefine su estrategia de sostenibilidad, e integra los Objetivos de Desarrollo Sostenible (ODS) a su gestión, atendiendo los lineamientos de los 10 principios del pacto global, el Índices Dow Jones de sostenibilidad, los Principios del Ecuador y el Protocolo Verde de Aso bancaria.[8]
- El Banco de Bogotá fue reconocido como el mejor banco en el país por las más prestigiosas publicaciones financieras del mundo. Euromoney, LatinFinance, Global Finance y The Banker destacaron sus resultados financieros, el manejo adecuado del riesgo y la estrategia de digitalización que revoluciona la relación con los clientes.  Ese año también se consolidó como la primera entidad financiera en Latinoamérica en ganar el premio mundial The Banker Tech Projects, en la categoría Proyecto de Transformación Digital del Año,[9] por su Portal Banca en Línea. Adicionalmente, Global Finance lo reconoció como el Mejor Proveedor de Moneda Extranjera.
- 2020: La solidez de los resultados financieros, así como los avances en digitalización y las medidas que el Banco de Bogotá adoptó para atender la situación generada por la pandemia, le hicieron merecedor de importantes reconocimientos internacionales:
  - Mejor Banco en Colombia, Mejor Banco en Créditos Digitales[10] de Latinoamérica, El Banco colombiano con un Liderazgo Sobresaliente en la Crisis[11] y Mejor Proveedor de Moneda Extranjera en el Colombia, todos otorgados por la revista Global Finance.
  - Publicaciones internacionales como EuroMoney y The Banker reconocieron al Banco de Bogotá como el Mejor Banco del País[12] Además, The Banker, ubicó al Banco de Bogotá como el Banco de Mejor Desempeño en Colombia, dentro de su ejercicio anual de ranking de los Top 1000 World Banks.[13]
  - Este año el Banco de Bogotá ingresa al Anuario de Sostenibilidad Dow Jones, el cual reconoce a las empresas con mejores prácticas de sostenibilidad en el mundo.[14]
- 2021: El Banco de Bogotá celebra sus 150 años de trayectoria y al mismo tiempo se proyecta para los próximos 150 años,[15] en los que busca inspirar la construcción de un mundo mejor para todos, a través de su estrategia de sostenibilidad, con la que busca seguir aportando al bienestar de las personas, al progreso de las regiones donde opera y al cuidado del planeta. De acuerdo con su Vicepresidente Ejecutivo, Julio Rojas Sarmiento, “el Banco del futuro lo construimos todos los días, a través de una gestión sostenible y entregando servicios y productos con sentido social y amigables con el medio ambiente”.

## Productos y servicios
El Banco de Bogotá cuenta con un portafolio de productos y servicios que le permite a los clientes elegir la opción que más les conviene. Además, es posible hacer la solicitud de algunos de estos productos por internet, con un proceso 100% digital y en pocos minutos.
Estos son algunos de los productos del banco:
- Cuenta de ahorros: Con una cuenta de ahorros se puede administrar tu dinero de forma fácil y segura. Con Banco de Bogotá se puede elegir entre diferentes tipos de cuentas con beneficios en la cuota de manejo o en los retiros. También, se puede solicitar por internet.
- Tarjeta de crédito: Una tarjeta de crédito permite hacer compras a cuotas en establecimientos comerciales nacionales, internacionales o por internet. También, se puede hacer avances de dinero en efectivo o pagos por internet. Se puede elegir la tarjeta que más se acomode a las necesidades y elegir entre beneficios como millas, puntos, descuentos en mercados o estaciones de gasolina.
- Crédito de vivienda: Con un crédito de vivienda, se puede comprar una vivienda nueva o usada. Se puede acceder a Viviendas NO VIS (Viviendas de No Interés Social) o VIS (Viviendas de Interés Social) y financiar el hasta 70 u 80% del inmueble respectivamente.
- Leasing habitacional: Con un leasing se puede adquirir, por medio de un contrato, el arrendamiento de un inmueble nuevo o usado para destinarlo exclusivamente a tu uso habitacional a cambio del pago de un canon mensual al banco. Con un leasing habitacional se puede financiar hasta el 80% de un inmueble.
- Libranza: La libranza es un tipo de crédito dirigido específicamente a empleados y pensionados. Con este crédito es posible financiar cualquier proyecto y el pago de la cuota se descuenta mensualmente de la nómina o la mesada pensional según corresponda.
- Crédito Libre Inversión: Es un crédito con el que se puede financiar cualquier proyecto, cuenta con tasa y cuota fija durante su vigencia y lo puede solicitar por internet.
- CDT: Un CDT es un certificado de depósito a término, es decir, un título que genera rentabilidad en un plazo previamente acordado con el banco. Es una alternativa con la que se puede obtener rendimientos de los ahorros.
- Crédito de vehículo: Es una línea de crédito que permite financiar hasta el 100% del vehículo que quieras. Puede ser nuevo, usado, ecológico, a gasolina, particular o comercial. La financiación también aplica para motos.
- Microcrédito: Un microcrédito es un tipo de préstamo al que pueden acceder los pequeños negocios o las microempresas para financiar activos fijos o capital de trabajo.

## Logotipos

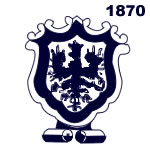
Logotipo de 1870.
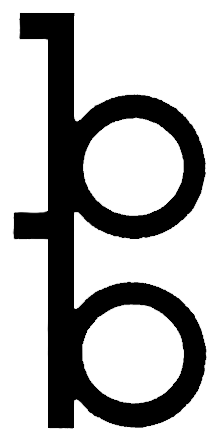
Logotipo de 1969.
Logotipo de 1984.
Logotipo desde 2008.
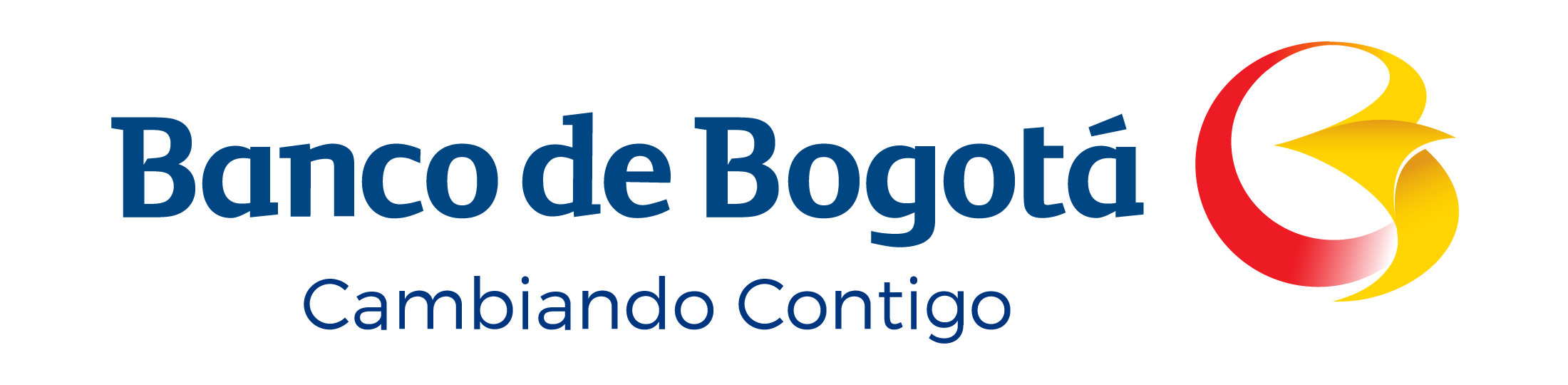
Logotipo 2020